# Leo Winz
Leo Winz (* 1876 in Hluchiw als Leib Jehuda Winz; † 18. März 1952 in Tel Aviv) war Journalist, Verleger und ein wichtiger Repräsentant des Kulturzionismus in Deutschland.

## Leben
Winz studierte an der Friedrich-Wilhelms-Universität Berlin Philosophie. Zu seinen Lehrern gehörte neben Georg Simmel und Hermann Ebbinghaus auch Heymann Steinthal. Letzterer lehrte auch an der Hochschule für die Wissenschaft des Judentums, wo Winz ebenfalls Kurse belegte. Mit 17 Jahren schrieb Winz die ersten Artikel für die hebräische Presse, namentlich für Nachum Sokolows HaTzefirah und Alexander Zederbaums HaMeliz. 1895 übernahm Winz die Leitung der in Berlin neugegründeten Jüdischen Lesehalle.
Winz hatte sich seit Mitte der 1890er Jahre in Willy Bambus’ Verein Esra engagiert und gehörte 1898 zu den ersten Mitgliedern der Zionistischen Vereinigung für Deutschland, wo er als Vertrauensmann der Ortsgruppe Charlottenburg fungierte. An den Zionistenkongressen 1899 und 1900 nahm Winz als Journalist und Delegierter teil. Am Londoner Kongress 1900 publizierte Winz eine Kongresszeitung in russischer Sprache für die Delegierten aus Russland, die zum großen Teil die englische Sprache nicht beherrschten.

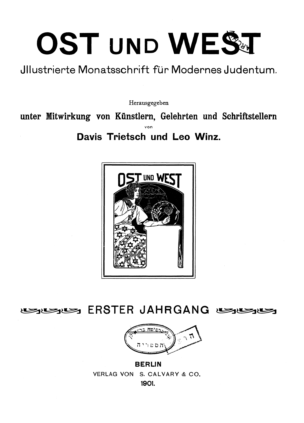
Mitherausgeber (1901)

1901 gründete Winz gemeinsam mit Davis Trietsch die Zeitschrift Ost und West, die er bis 1923 als verantwortlicher Redakteur führte. 1902 gründete er zudem den Kunstverlag Phoenix der Ansichtskarten mit jüdischen Motiven vertrieb. 1903 erschien unter Winz’ Ägide die erste Nummer der satirischen zionistischen Zeitschrift Schlemihl. Die Zeitschrift wurde von Max Jungmann mit dem leicht veränderten Titel Schlemiel ohne Winz weitergeführt, da dieser durch die Veröffentlichung einer Kritik Achad Ha'ams an Theodor Herzls Roman Altneuland in Ost und West 1903 in zionistischen Kreisen zur Unperson geworden war.
Neben seiner publizistischen Tätigkeit tat sich Winz vor allem als Verfasser volkskundlicher Texte und als Sammler und Förderer jüdischer Volksmusik hervor. Im August 1919 gründete er gemeinsam mit dem Komponisten Janot S. Roskin den Verlag für Volksmusik GmbH (1919–1934).
In den Jahren 1923, 1924 und 1925 hielt sich Leo Winz offenbar größtenteils in Palästina auf, wo er sich mit der Möglichkeit von Tabakplantation beschäftigte. 1926 beantragte er bei der britischen Mandatsbehörde erfolgreich die palästinensische Staatsbürgerschaft, kehrte im selben Jahr aber wieder nach Berlin zurück. Hier übernahm er das seit 1911 bestehende Gemeindeblatt der Jüdischen Gemeinde zu Berlin, mit einer Auflage von 87.000 Exemplaren, die damals mit Abstand auflagenstärkste deutschsprachig-jüdische Publikation.
1935 übersiedelte Leo Winz endgültig nach Palästina, wo er sich in Tel Aviv niederließ. Dort starb er 1952 im Alter von 76 Jahren. Sein Nachlass liegt in den Central Zionist Archives in Jerusalem.